# أتلانتا بريفز
أتلانتا بريفز هو فريق كرة قاعدة أمريكي أٌسس عام 1871. يلعب الفريق في الدوري الوطني.